# VMS Industrie
VMS Industrie (en : VMS Industry, ber: VMS n temguri) est une entreprise algérienne spécialisée dans le secteur des deux-roues et de la mobilité. Elle est active dans la distribution, la vente et, potentiellement, la fabrication de motos, scooters, véhicules tout-terrain (VTT) et d'engins adaptés aux personnes à mobilité réduite. Son siège social est implanté dans la zone industrielle de Larabaa, en Algérie,.

## Historique
Fondée en 2014 à Ifri (Béjaïa), VMS Industrie est une entreprise algérienne spécialisée dans le montage et la fabrication de cycles et motocycles. Pionnière dans le montage de scooters en Algérie, l'entreprise a rapidement connu une croissance significative.

### Développement et implantation
- 2015 : Acquisition d'un terrain à Toudja pour la construction d'une unité de production aux normes industrielles[6].

- 2018 : Mise en service de l'unité de production et investissement dans une unité de fabrication de composants.

## Produits et services
- Véhicules : VMS Industrie propose une gamme de véhicules motorisés comprenant :
  - Motos et Scooters : Ils vendent des motos sous leur propre marque « VMS »[7].
  - Quads (VTT)
- Aides à la mobilité : Elles s'adressent également aux personnes handicapées en fournissant :
  - Fauteuils roulants
  - Trottinettes électriques
  - Autres aides à la mobilité (certains types spécifiques peuvent ne pas être disponibles)
- Services supplémentaires : VMS Industrie propose probablement un service après-vente et des pièces de rechange pour les véhicules qu'elle vend[8].

## Identité visuelle

### Logotypes de la marque

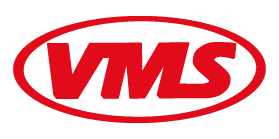
Logo de VMS Industrie depuis 2019.